# 內格羅河畔聖卡洛斯
內格羅河畔聖卡洛斯是委內瑞拉的城鎮，由亞馬遜州負責管轄，位於該國南部，始建於1759年，海拔高度65米，每年平均降雨量3,633毫米，人口約1,200。

## 外部連結
- Tourist information
- Information on the Venezuelan state of Amazon （页面存档备份，存于）
- Tourist information（页面存档备份，存于）

1°55′N 67°04′W / 1.917°N 67.067°W